# Code civil de la Nouvelle-Galicie
Le code civil de la Nouvelle-Galicie, aussi connu sous le nom de code ouest-galicien (en allemand Westgalizische Gesetzbuch) a été introduit en 1797 en Nouvelle Galicie. Il précède donc de quinze ans le code civil autrichien à proprement parler. Ce code était principalement basé sur la loi naturelle et empruntait beaucoup au droit romain. Le code civil de la Nouvelle Galicie contenait trois parties ; la première étant consacrée au droit en général et au statut personnel des sujets du droit ; la deuxième portant sur les questions de propriété et d'héritage ; et la troisième traitant du droit des obligations. Le rattachement de la Nouvelle Galicie au duché de Varsovie en 1809 mit de fait un terme à l'usage de ce droit, abrogé de jure par l'introduction du code civil autrichien deux ans plus tard.